# Linha de Controle

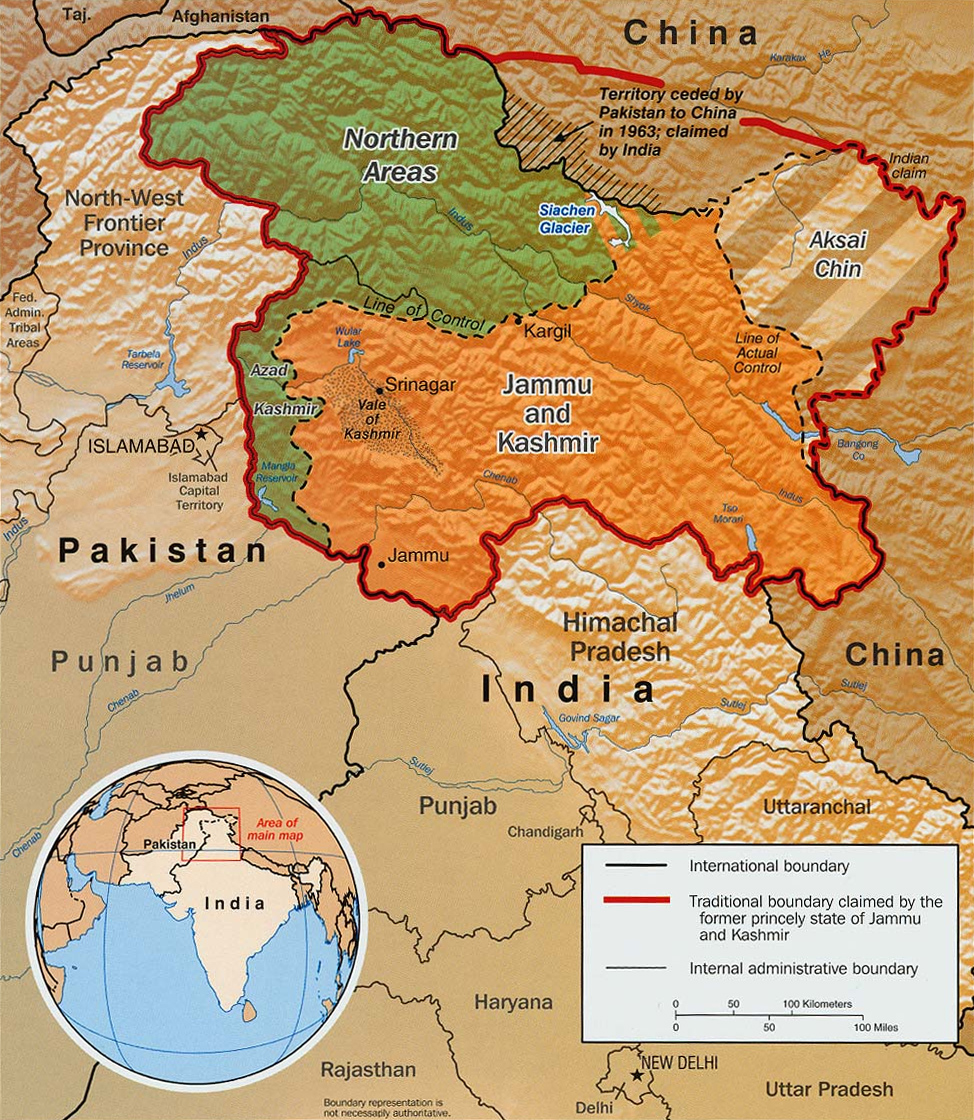
Mapa de Caxemira. A verde: região da Caxemira sob controle paquistanês; em laranja: a região de administração indiana; o Aksai Chin está sob administração chinesa

O termo Linha de Controle (LoC) refere-se à linha de controle militar entre Índia e Paquistão, na região da Caxemira. Recebeu essa designação após o Acordo de Simla, formalizado em dezembro de 1971. A porção indiana do território representa o estado de Jammu e Caxemira; a paquistanesa, as Áreas do Norte e a Caxemira Livre.
Houve propostas na imprensa indiana para regularizar a LoC como a fronteira internacional entre os dois países; isto, contudo, é contra a política governamental da Índia. O Paquistão também deseja soberania sobre toda a área. A LoC foi palco várias guerras indo-paquistanesas, a última das quais em 1999, na Guerra de Kargil. Houve frequentes duelos de artilharia ao longo da linha.
É uma zona extremamente montanhosa, com montanhas acima de 7 000 metros de altitude nas montanhas Saltoro, como o Saltoro Kangri ou o K12.